# Сожалеющие (фильм)
«Сожалеющие» (швед.  Ångrarna) — документальный фильм шведского режиссёра Маркуса Линде́на.
Герои фильма Микаэль и Орландо были рождены мужчинами, но решили стать женщинами. Во время съёмок фильма им уже за 60 лет. Они встречаются в студии и, задавая друг другу вопросы и показывая фотографии из личных архивов, делятся своим опытом трансгендерного перехода. Оба героя считают, что переход стал самой большой ошибкой в их жизни.
Съёмки фильма продолжались с 2006 по 2009 года. За это время Маркус Линден, использовав рабочий материал фильма, написал пьесу, поставленную в нескольких театрах страны и за рубежом, а также создал телеспектакль для Шведского телевидения. Премьера фильма состоялась 31 января 2010 года на Гётеборгском кинофестивале. Дата официальной премьеры в Швеции — 18 марта 2010 года.

## Награды
- 2010 — Лучший документальный фильм, Prix Europa, Берлин.
- 2010 — Лучший документальный фильм, Квир-Лиссабон, Португалия.
- 2010 — Приз жюри на Гамбургском ЛГБТ-кинофестивале, Германия.
- 2010 — Почётное упоминание, лучший документальный фильм на фестивале «Северная панорама», Норвегия.
- 2011 — Лучший документальный фильм, Гульдбаген (награда Шведской академии).
- 2011 — Лучший документальный фильм, IV международный ЛГБТ-фестиваль «Бок о бок».